# Dinia auge
Dinia auge là một loài bướm đêm thuộc phân họ Arctiinae, họ Erebidae.